# Epitelio sensoriale
L'epitelio sensoriale è costituito da cellule disperse negli epiteli di rivestimento, che hanno la funzione di ricevere e trasmettere determinati stimoli esterni alle cellule del tessuto nervoso. Sono rappresentate dalle cellule che costituiscono le papille gustative, le cellule acustiche dell'orecchio, le cellule olfattive della mucosa olfattiva e le cellule dei coni e dei bastoncelli della retina. Non sono cellule nervose (non hanno l'assone) e non vanno confuse con le cellule sensoriali nervose periferiche. Tuttavia, sono avvolte dalle espansioni terminali di fibre nervose appartenenti a neuroni di senso, il cui corpo cellulare ha sede nei gangli cerebro-spinali.
A parte vanno considerati i neuroepiteli. Questi in realtà non sono epiteli, perché non sono costituiti da cellule epiteliali ma da neuroni che, per la localizzazione (periferica rispetto al sistema nervoso centrale) e la disposizione (epitelioide), ricordano nel complesso un epitelio; tipici esempi sono l'epitelio olfattivo (formato da neuroni olfattivi alternati a cellule di sostegno) e la retina (formata da coni e bastoncelli specializzati nella fotorecezione e da cellule epiteliali pigmentate).